# Трдат II
Tiridates II (вірм. Տրդատ Բ) — парфянський принц, який був римським ставлеником на троні Великої Вірменії.

## Життєпис
Трдат II був сином вірменського царя Хосрова I.
У 214–216 роках, під час останніх років правління його батька, Трдат II разом із родиною перебував під римським арештом з невідомих причин, що спричинило масштабне повстання вірменів проти Риму. 215 року римський імператор Каракалла на чолі римської армії вторгся до меж Вірменії, придушивши повстання.
217 року Хосров I помер, і Трдат II успадкував престол свого батька. Трдат II отримав корону Вірменії від імператора Каракалли. Його було проголошено царем Великої Вірменії після убивства імператора, що сталось 8 квітня 217 року.
Трдат II правив до своєї смерті 252 року. По смерті Каракалли новим імператором став Макрін, який погодився відпустити матір нового царя з римського полону. Після битви при Нісібісі 217 року й укладення угоди між Римом та Парфією, Трдат II офіційно отримав свій вірменський престол, а його владу у Вірменії було офіційно визнано.
Зважаючи на тривале правління, Трдат II став одним із наймогутніших та найвпливовіших монархів з династії Аршакідів. 224 року було зруйновано Парфіянську імперію; її останнього царя Артабана IV, який був двоюрідним дядьком Трдата II, було вбито за наказом Ардашира I, першого правителя Держави Сасанідів.
У 226–228 роках Ардашир I після анексії Парфії зажадав включення до складу своєї імперії вірменських територій. Після дворічного протистояння здались армії Риму, скіфів та кушанів. Трдат II залишився протистояти Ардаширу I самотужки.
Трдат II запекло опирався Ардаширу I, але зрештою, після понад десятирічної боротьби, зазнав поразки. Після дванадцяти років протистояння Ардашир I вивів свої війська з Вірменії.
Трдат II помер 252 року. На вірменському престолі його замінив його син, Хосров II.